# Диснейленд (Гонконг)

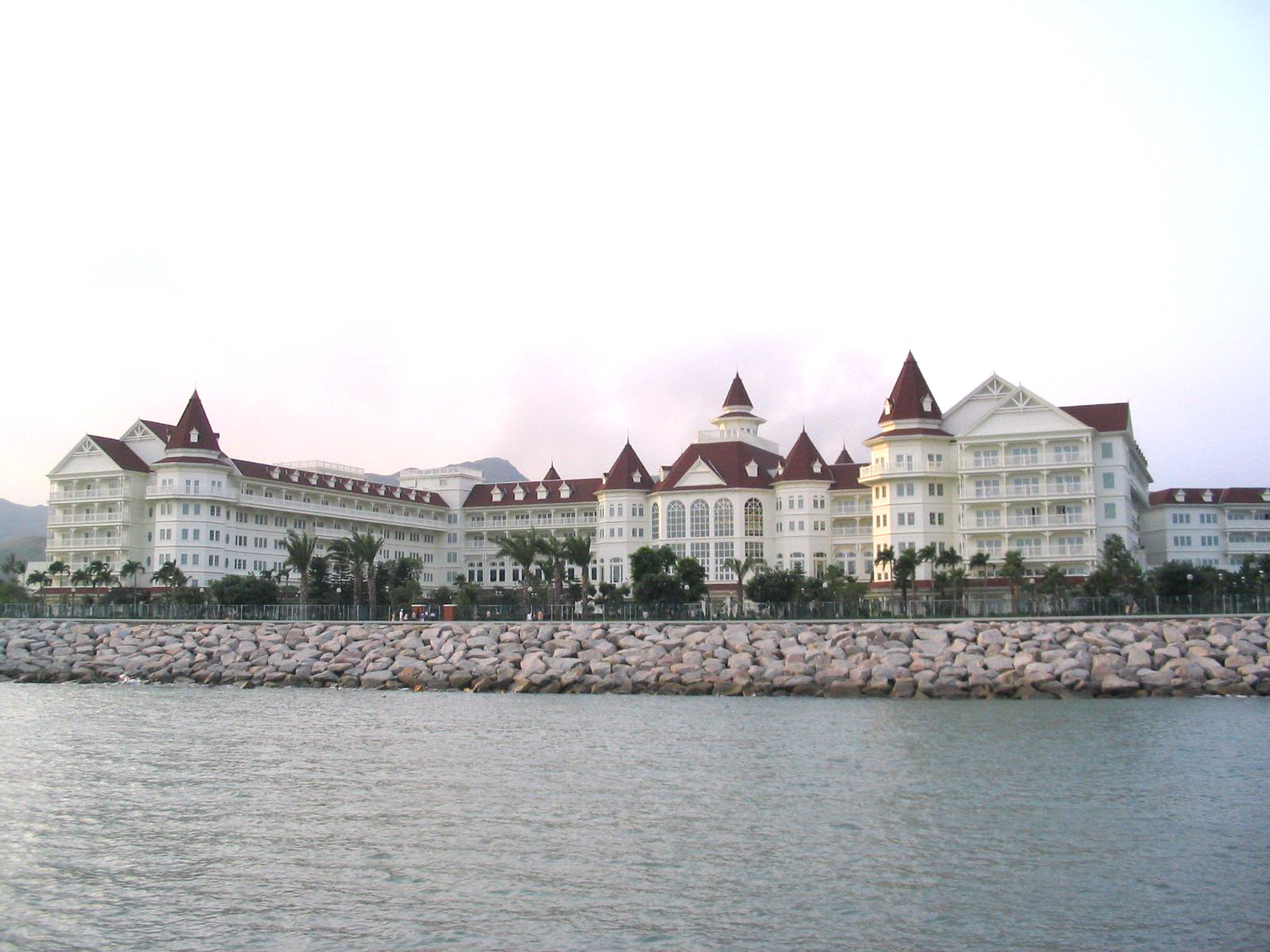
Hong Kong Disneyland Hotel

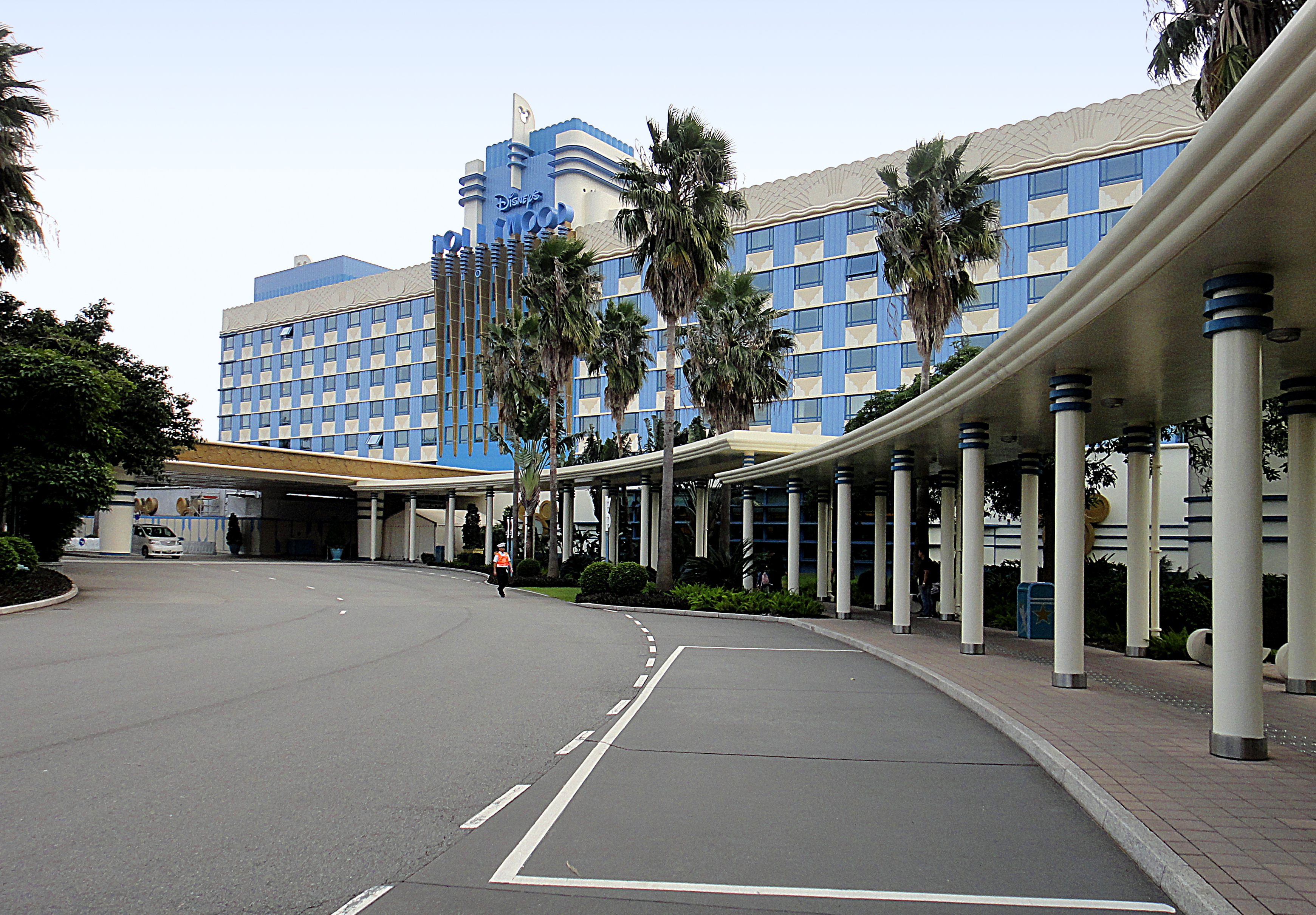
Disney’s Hollywood Hotel

Гонконгский Диснейленд (кит. 香港迪士尼樂園, англ. Hong Kong Disneyland) — парк развлечений американской компании The Walt Disney Company, расположенный в специальном административном районе Китая — Гонконге.
Открыт 12 сентября 2005 года. Расположен на острове Лантау, недалеко от Гонконгского аэропорта. Является самым компактным из всех существующих Диснейлендов (площадь — 27,5 гектара).
Рестораны и кафе на территории парка предлагают преимущественно блюда китайской кухни.

## Планировка
Парк разделён на тематические области, изолированные друг от друга:
- Main Street — главная улица американского городка на Среднем Западе в начале XX века.
- Adventureland — зона по мотивам мультфильмов Король Лев и Тарзан.
- Fantasyland — зона по мотивам мультфильмов о Микки Маусе и Винни Пухе.
- Tomorrowland — страна будущего и аттракционы на космическую тематику.
- Toy Story Land — зона по мотивам мультфильма История игрушек.
- Grizzly Gulch — посёлок золотоискателей на Диком Западе.
- Mystic Point — мистический дом.
- Arendelle: World of Frozen — зона по мотивам мультфильма Холодное сердце.
- Avengers Campus — зона по мотивам комиксов и фильмов о Мстителях.

### Отели
На территории Hong Kong Disneyland Resort находятся гостиницы Hong Kong Disneyland Hotel, Disney’s Hollywood Hotel и Disney Explorers Lodge.

## Транспорт
К парку развлечений ведёт отдельная линия метро — Линия Диснейленд-Резорт. Также к парку ходят автобусы компании Long Win Bus.

## Деятельность
- 2015 год — 7,6 млн посетителей
- 2015 год — 6,8 млн посетителей
- 2016 год — 6,1 млн посетителей
- 2017 год — 6,2 млн посетителей
- 2018 год — 6,7 млн посетителей
- 2019 год — 5,7 млн посетителей
- 2020 год — 1,7 млн посетителей

В 2020 году из-за эпидемии COVID-19 парк был надолго закрыт, из-за чего по итогам года получил чистый убыток в размере 2,7 млрд гонконгских долларов (348 млн долларов США). Выручка парка с октября 2019 года по сентябрь 2020 года снизилась на 76 % и составила 1,4 млрд гонконгских долларов (180 млн долларов США).